# Wilhelm Dictus

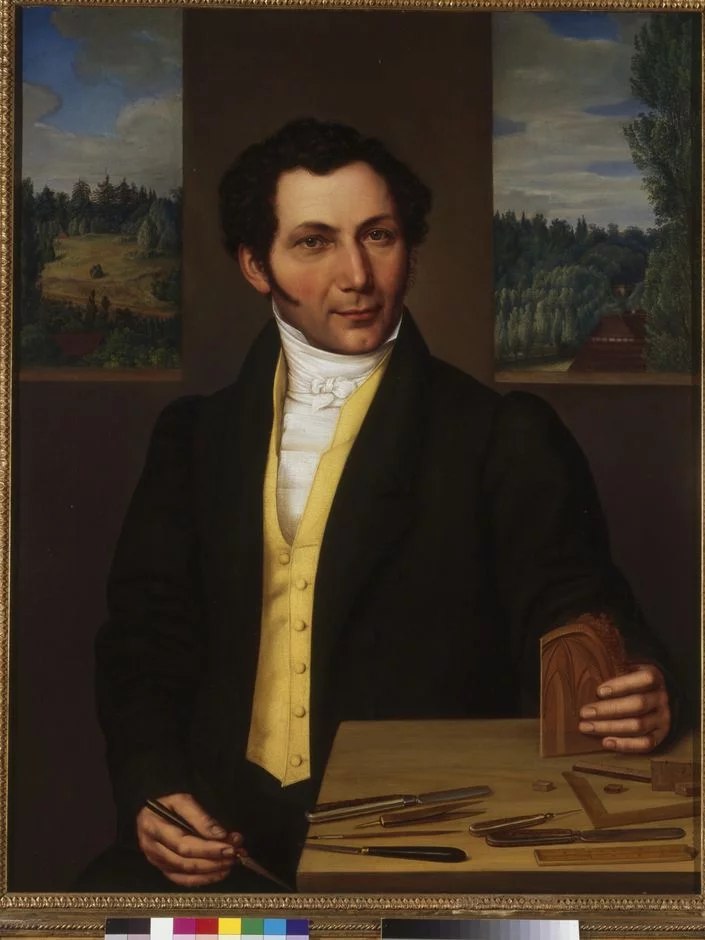
Porträtgemälde eines unbekannten Künstlers (Digitalisat der Klassik Stiftung Weimar)

Johann Friedrich Wilhelm Dictus (* 1782 in Berlin; † 15. Juni 1853 in Potsdam) war ein deutscher bildender Künstler, besonders Korkschnitzer, sowie Gastwirt in Eberswalde.

## Leben und Werk
Dictus wurde als Sohn eines Berliner Wollfabrikanten geboren. Er begann früh, sich künstlerisch zu betätigen und nahm 1802 mit Haararbeiten zum ersten Mal an einer Ausstellung der Akademie der Künste teil. In Eberswalde betrieb er ab 1814 das Gasthaus zur goldenen Sonne, in dem viele Badegäste des Gesundbrunnens übernachteten – Eberswalde war zu dieser Zeit ein Kurort. In dieser Zeit schuf er Korkschnitzereien, und zwar nicht, wie bei diesem Material sonst üblich, als Vollplastiken, sondern als Reliefs. Motive waren oft Landschaften, Schiffe oder bekannte Bauwerke. 1826 erwarb er ein Grundstück, auf dem er einen Park mit Skulpturen anlegen und 1833/34 ein Landhaus errichten ließ, das heute als Märchenvilla bekannt ist und als Standesamt von Eberswalde genutzt wird. 1836 gab er das Gasthaus auf; seine dort ausgestellten Kunstwerke zeigte er nun in einem Saal in dem neuen Landhaus. Am 27. Mai 1843 wurde Dictus von der Preußischen Akademie der Künste der Titel Akademischer Künstler verliehen. 1853 verließ er mit seiner Familie Eberswalde wieder und zog nach Potsdam, wo er noch im selben Jahr starb.
Über den Umfang von Dictus’ Werk ist nur wenig bekannt. Seine Korkbilder blieben zunächst im Familienbesitz, aus dem sie nach und nach weggegeben wurden. Nach dem Tod seines Sohnes Friedrich Hermann Dictus schenkte dessen Frau 1894 ein Korkbild mit einer Ansicht des Hafens von Messina der Stadt Eberswalde. Es wurde zunächst im Sitzungszimmer des Magistrats im Rathaus aufgehängt, 1994 restauriert und ist heute im Museum Eberswalde zu sehen. Ein weiteres erhaltenes Bild entstand 1849 und stellt wahrscheinlich das Grabmal der Caecilia Metella in Rom dar.